# كنيس الحارة
كنيس الحارة أو الصلاة الكبيرة، هو كنيس يهودي تونسي قديم، يقع في الحي اليهودي القديم في تونس العاصمة. تم هدم الكنيس في 1961.

## التاريخ

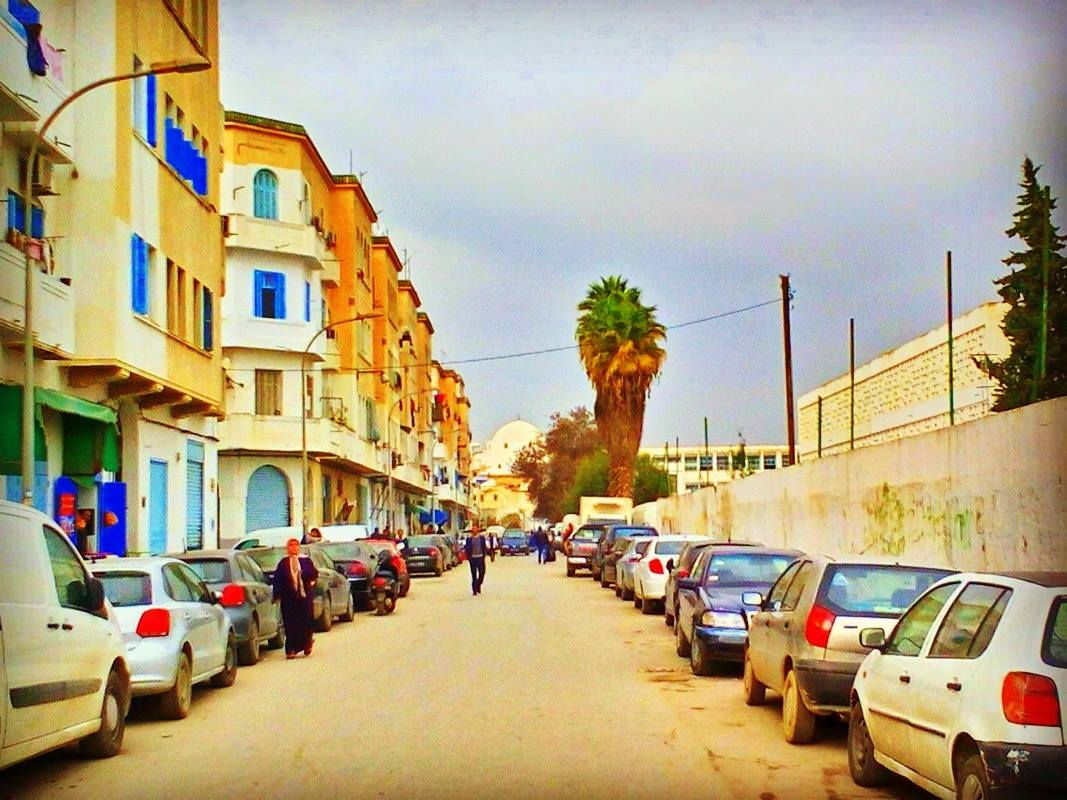
منظر حالي لحي الحفصية: الكنيس كان يوجد في الأرض الواقعة يمين الصورة.

يرجع تاريخ تشييد الكنيس في العصور الوسطى، وطرأ عليها عدة ترميمات في القرنين الثامن عشر والتاسع عشر. بين 1914 و1921، تم تعديل واجهة الكنيس التي كانت فارغة وبسيطة، وأضيف إليها زاويتين في شكل طابق ذات طابع إحياء العمارة الإسلامية. تم هدم الكنيس في 1961.

## مقالات ذات صلة
- يهود تونس